# Рубен, Марко
Марко Гастон Рубен Родригес (исп. Marco Gastón Ruben Rodríguez; род. 26 октября 1986, Капитан-Бермудес, провинция Санта-Фе, Аргентина) — аргентинский футболист, нападающий клуба «Росарио Сентраль». Футболист года в Аргентине 2015 года.

## Карьера

### Клубная
С 2004 по 2006 год выступал за «Росарио Сентраль». В начале 2007 года перешёл в «Ривер Плейт» за 7.5 миллиона фунтов вместе со своими одноклубниками Кристианом Вильягрой и Хуаном Охедой. В январе 2008 года игрока приобрёл «Вильярреал», но игрок продолжил свою карьеру в «Рекреативо», перейдя туда на правах аренды. Следующий сезон игрок также провёл в «Рекреативо». В сезоне 2009/10 игрок Рубен выступал за резервную команду клуба, «Вильярреал B». В январе 2010 английский «Уиган Атлетик» и «Вильярреал» договорились о трансфере игрока, но сделка не состоялась. 7 февраля 2010 Рубен дебютировал за основную команду «Вильярреала».
11 июля 2012 года «Вильярреал» объявил о принципиальной договорённости с киевским «Динамо» по переходу Рубена. На следующий день аргентинец прибыл в Киев для прохождения медицинского обследования, а 13 июля заключил с «Динамо» пятилетнее соглашение. 3 ноября 2012 года забил в ворота «Таврии» первый мяч за «Динамо» на 45+1 минуте добиванием мяча в ворота Дамира Кахримана.
Летом 2013 года был отдан в годичную аренду во французский «Эвиан», где будет выступать вместе с другими арендованными партнёрами из киевского «Динамо» — Факундо Бертольо и Андресом Эскобаром.
21 июля 2014 года Марко Рубен после годичной аренды во Франции переходит в мексиканский «УАНЛ Тигрес», также на правах аренды. В конце декабря 2014 года был отдан в полуторагодичную аренду в «Росарио Сентраль».
В январе 2016 года Марко Рубен после годичной аренды подписал полноценный контракт с «Росарио Сентраль».

### В сборной
В сборной Аргентины дебютировал 5 июня 2011 в матче против сборной Польши, забив гол.

## Достижения
- Обладатель Кубка Аргентины (1): 2017/18
- Финалист Кубка Аргентины (2): 2014/15, 2015/16
- Чемпион Кубка Бразилии (1): 2019
- Бронзовый призёр чемпионата Украины (1): 2012/13

## Статистика выступлений

### Клубная статистика
| Клуб                      | Сезон                     | Чемпионат | Чемпионат | Кубок | Кубок | Международные | Международные | Всего | Всего | Всего |
| Клуб                      | Сезон                     | Игры      | Голы      | Игры  | Голы  | Игры          | Голы          | Игры  | Голы  |       |
| ------------------------- | ------------------------- | --------- | --------- | ----- | ----- | ------------- | ------------- | ----- | ----- | ----- |
| Росарио Сентраль          | 2004/05                   | 27        | 2         | —     | —     | —             | —             | 27    | 2     |       |
| Росарио Сентраль          | 2005/06                   | 35        | 12        | —     | —     | 10            | 3             | 45    | 15    |       |
| Росарио Сентраль          | 2006/07                   | 17        | 7         | —     | —     | —             | —             | 17    | 7     |       |
| Всего за Росарио Сентраль | Всего за Росарио Сентраль | 79        | 21        | —     | —     | 10            | 3             | 89    | 24    |       |
| Ривер Плейт               | 2006/07                   | 16        | 3         | —     | —     | 5             | 0             | 21    | 3     |       |
| Ривер Плейт               | 2007/08                   | 12        | 4         | —     | —     | 3             | 0             | 15    | 4     |       |
| Всего за Ривер Плейт      | Всего за Ривер Плейт      | 28        | 7         | —     | —     | 8             | 0             | 36    | 7     |       |
| Рекреативо                | 2007/08                   | 14        | 4         | —     | —     | —             | —             | 14    | 4     |       |
| Рекреативо                | 2008/09                   | 29        | 3         | 2     | 0     | —             | —             | 31    | 4     |       |
| Всего за Рекреативо       | Всего за Рекреативо       | 43        | 7         | 2     | 0     | —             | —             | 45    | 8     |       |
| Вильярреал Б              | 2009/10                   | 31        | 17        | —     | —     | —             | —             | 31    | 17    |       |
| Вильярреал                | 2009/10                   | 4         | 1         | —     | —     | 1             | 1             | 5     | 2     |       |
| Вильярреал                | 2010/11                   | 30        | 5         | 4     | 2     | 13            | 4             | 47    | 11    |       |
| Вильярреал                | 2011/12                   | 31        | 9         | 1     | 0     | 5             | 0             | 37    | 9     |       |
| Всего за Вильярреал       | Всего за Вильярреал       | 65        | 15        | 5     | 2     | 19            | 5             | 89    | 22    |       |
| Динамо (Киев)             | 2012/13                   | 11        | 1         | —     | —     | 3             | —             | 14    | 1     |       |
| Всего                     | Всего                     | 253       | 68        | 7     | 2     | 38            | 8             | 298   | 78    |       |

откорректировано по состоянию на 4 ноября 2012 года

### Международная статистика
На 12 июля 2012 года
| № | Дата        | Оппонент | Счёт  | Голы | Соревнование      |
| 1 | 5 июня 2011 | Польша   | 1 : 2 | 1    | Товарищеский матч |

Итого: 1 матч / 1 гол; 0 побед, 0 ничьих, 1 поражение. 

Откорректировано по состоянию на 12 июля 2012.